# Cephalissa
Cephalissa là một chi bướm đêm thuộc họ Geometridae.

## Các loài
- Cephalissa mirificaria
- Cephalissa paradoxaria
- Cephalissa siria